# Mallasamudram
Mallasamudram es una ciudad y nagar Panchayat situada en el distrito de Namakkal en el estado de Tamil Nadu (India). Su población es de 18007 habitantes (2011). Se encuentra a 37 km de Namakkal y a 27 km de Salem.

## Demografía
Según el censo de 2011 la población de Mallasamudram era de 18007 habitantes, de los cuales 9104 eran hombres y 8903 eran mujeres. Mallasamudram tiene una tasa media de alfabetización del 75,85%, inferior a la media estatal del 80,09%: la alfabetización masculina es del 83,43%, y la alfabetización femenina del 68,14%.